# Branimir Bajić
Branimir Bajić, cyr. Бранимир Бајић (ur. 19 października 1979 w Bijeljinie) – bośniacki piłkarz grający na pozycji obrońcy.
Karierę rozpoczął w Radniku Bijeljina. Od sezonu 2000/2001 grał w barwach serbskiego Partizana. W Belgradzie grał aż do 2007 roku, z krótką przerwą w 2006 (został wypożyczony do arabskiego Al – Wahda). Latem 2007 trafił do Niemiec, gdzie podpisał kontrakt z TuS Koblenz. W 2. Bundeslidze przez dwa sezony wystąpił w 19 spotkaniach. Od 2009 roku broni barw tureckiego Denizlisporu.
Od 2004 roku grał również na arenie międzynarodowej, wraz z reprezentacją Bośni i Hercegowiny. W kadrze narodowej grał 4 lata. 